# Chonbuk Buffalo
Chonbuk Buffalo ist ein ehemaliges Fußballfranchise aus Jeonbuk in Südkorea.

## Geschichte
Chonbuk Buffalo wurde im Januar 1993 als Wansan Puma FC gegründet. Der Name leitete sich vom alten Namen von Jeonju in Jeollabuk-do ab. Der Verein sollte ursprünglich schon an der K League 1993 teilnehmen, der Start verschob sich aber um ein Jahr wegen eines Entwurfsboykottes.
1994 wurde das Franchise in Chonbuk Buffalo umbenannt und nahm in der Spielzeit 1994 erstmals an der K League teil. Die Saison beendeten sie als Letzter mit 14 Punkten aus 30 Spielen. Das Franchise wurde daraufhin aufgelöst und durch Jeonbuk Hyundai Motors ersetzt.
| Saison | Liga     | Kl. | Platz    | Tore  | Punkte |
| ------ | -------- | --- | -------- | ----- | ------ |
| 1994   | K League | 1   | 7. Platz | 30:62 | 14     |

## Stadion
Ihre Heimspiele trug die Mannschaft im Jeonju-Stadion aus.